# Portret hrabiego de Altamira

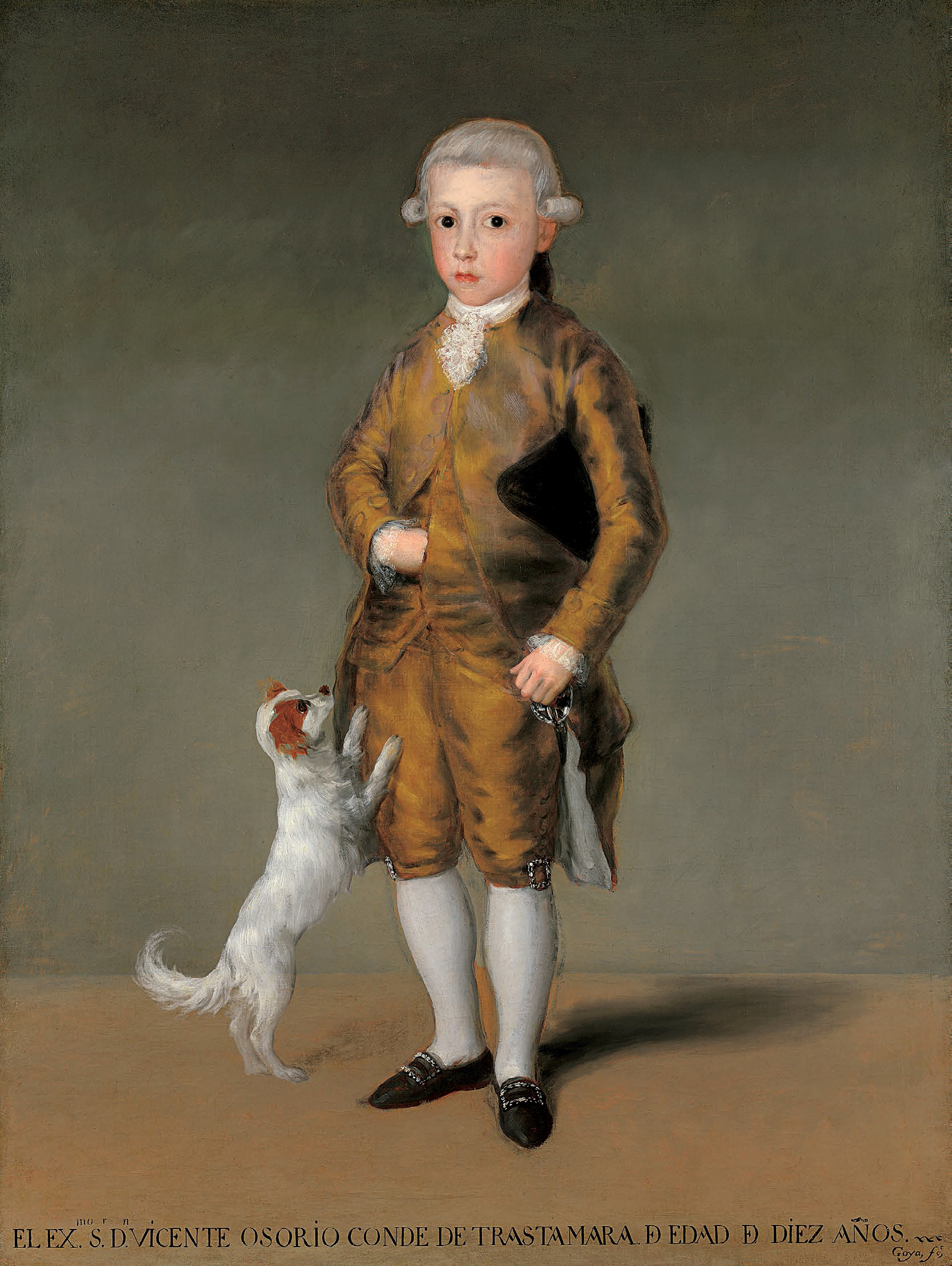
Vicente Osorio de Moscoso, hrabia Trastamara (1787–1788), dziedzic hrabiego namalowany przez Goyę na wzór ojca

Portret hrabiego de Altamira (hiszp. Conde de Altamira) – obraz olejny hiszpańskiego malarza Francisca Goi (1746–1828). Jeden z sześciu portretów dygnitarzy namalowanych przez artystę na zlecenie nowo powstałego Banku Narodowego San Carlos.

## Okoliczności powstania
W latach 80. kariera Goi jako portrecisty madryckiej arystokracji nabierała tempa. Był wówczas związany z dworem Karola III, a wkrótce miał otrzymać stanowisko nadwornego malarza. Znajomość artysty z Ceánem Bermúdezem zaowocowała ważnym zamówieniem na portrety dygnitarzy powstałego w 1782 Banku Narodowego San Carlos, instytucji finansowej poprzedzającej obecny Bank Hiszpanii. Ceán Bermúdez był sekretarzem banku, a jednocześnie historykiem i kolekcjonerem sztuki, z Goyą łączyła go długoletnia przyjaźń. Za jego wstawiennictwem sześciu z ośmiu bankowych dygnitarzy wybrało Goyę na swojego portrecistę. Obrazy były przeznaczone do dekoracji głównej sali zebrań. W latach 1785–1788 powstały kolejno portrety José de Toro y Zambrano, króla Karola III, Francisca Javiera de Larumbe, markiza de Tolosa, hrabiego Altamiry i Francisca Cabarrusa. Goya otrzymał łącznie 10 000 reali de vellón za portret króla, hrabiego de Altamira i markiza de Tolosa. Wypłaty dokonano 30 stycznia 1787.
Portret Vicentego Joaquína Osorio de Moscoso y Guzmán, hrabiego Altamiry, powstał na przełomie lat 1786–1787, było to pierwsze dzieło, które Goya namalował dla rodziny Altamira. Zadowolony z obrazu hrabia zatrudnił Goyę do sportretowania swojej najbliższej rodziny, mimo że wcześniej korzystał z usług malarza Agustina Esteve. Portrety miały zdobić nowo wybudowany pałac hrabiów znajdujący się w centrum Madrytu. Na przełomie lat 1787–1788 namalował jeszcze trzy obrazy: sportretował hrabinę z córką oraz synów Vicentego i Manuela.

## Opis obrazu
Hrabia siedzi na tapicerowanym żółtą tkaniną krześle, przy biurku pokrytym materiałem o podobnym kolorze. Jego postać, żółte krzesło i biurko to trzy elementy odcinające się od neutralnego tła. Żywość kolorów podkreśla postać arystokraty. Portretowany ma na sobie elegancki strój dworski, na który składają się: peruka, haftowana złotem czerwona kamizelka i spodnie, czarny kaftan typu szustokor, białe pończochy i czarne buty z dużymi klamerkami. Pierś ma przepasaną biało-niebieską wstęgą Orderu Karola III, z kieszeni kaftana wystaje przyznawany przez króla klucz gentilhombre de cámara con ejercicio, jedną rękę opiera na biurku, drugą trzyma wsuniętą między poły kamizelki. Na biurku leży srebrny kałamarz z przyborami do pisania i dokumenty. Ozdobny kałamarz oraz hafty na stroju zostały oddane ze szczegółami. Silne światło padające z lewej strony rozjaśnia twarz hrabiego, rozchodząc się na pozostałe elementy kompozycji i podkreślając fałdy materiału na biurku.
Sposób przedstawienia postaci i niektóre elementy portretu, takie jak trudne do malowania ręce, znacznie wpływały na cenę obrazu. Z tego powodu na licznych portretach pędzla Goi ręce modeli są ukryte w połach kamizelki, za plecami modela, lub w inny sposób.

## Interpretacja i kontekst
Hrabia pochodził z jednej z najstarszych hiszpańskich rodzin arystokratycznych, był zamożną i wpływową na dworze osobą. Posiadał także imponującą kolekcję sztuki gromadzoną w jego rodzinie od pokoleń, był członkiem Królewskiej Akademii Sztuk Pięknych św. Ferdynanda w Madrycie. Liczne tytuły szlacheckie i pokaźny majątek kontrastowały z niewielkim wzrostem, co było źródłem kpin w otoczeniu. Goya wprowadził do kompozycji zachwiane proporcje – niskie krzesło podkreśla mały wzrost hrabiego, stół jest za wysoki do pracy. Wyprostowane i skrzyżowane nogi również nie są korzystne dla przedstawienia sylwetki postaci. Według Roberta Hughesa hrabia wygląda jak „niesamowity człowieczek, zabawka jakiegoś ogromnego dziecka”. Realizm i szczerość, z jakimi Goya przedstawił hrabiego, nie uraziły go; był zadowolony z portretu.

## Proweniencja
Obrazy namalowane przez Goyę dla Narodowego Banku San Carlos zostały razem z całą instytucją przejęte przez jej następcę – Bank Hiszpanii, gdzie obecnie się znajdują. Cała seria portretów dygnitarzy bankowych była przez wiele lat zapomniana. Obrazy zdeponowane w rzadko używanym pomieszczeniu w dawnej siedzibie banku przy ulicy Atocha (obecnie Departament Długu Publicznego) odnalazł jego prezes, Francisco Belda. Zlecił on analizę bankowej księgowości, gdzie odnaleziono rejestr należności wypłaconych Goi kolejno za wszystkie sześć obrazów. Księgi te pomogły w udokumentowaniu i datowaniu portretów, które udostępniono publiczności po raz pierwszy w 1900, na wystawie poświęconej Goi.